# Yuri Is My Job!
Yuri Is My Job! (私の百合はお仕事です!?, Watashi no yuri wa oshigoto desu!, lett. "È il mio lavoro Yuri!") è un manga yuri scritto e disegnato da Miman.
È stato serializzato in Giappone da novembre 2016 sul mensile Comic Yuri Hime dalla casa editrice Ichijinsha e successivamente raccolto in volumi tankōbon. L'edizione italiana è a cura di Star Comics, che ha iniziato a pubblicare l'opera dal 26 aprile 2023.
Dal manga è stata tratta una serie televisiva anime prodotta da Passione e Studio Lings e andata in onda su Tokyo MX, NTV, BS Fuji e AT-X dal 6 aprile al 22 giugno 2023 per un totale di 12 episodi. I diritti internazionali al di fuori dell'Asia sono stati acquistati da Crunchyroll che ha pubblicato la serie in versione simulcast sottotitolata in vari Paesi del mondo, tra cui l'Italia.

## Trama
Hime Shiraki è una liceale che tiene molto alla sua immagine di principessa dolce e servizievole, ma dentro di sé si preoccupa solo di se stessa. Così, quando ferisce accidentalmente la direttrice di un caffè di nome Mai Koshiba, è disposta a coprire alcuni turni per mantenere intatta la sua facciata. Così Hime finisce per lavorare come cameriera in un locale che è in parte caffè e in parte teatro, dove tutte le cameriere fingono di essere studentesse di un immaginario collegio femminile noto come Liebe Girls Academy. Hime si ritrova attratta da un'altra cameriera del bar, che di fronte ai clienti le dà amore e devozione come lei non ha mai saputo fare. Tuttavia, dietro le quinte, la ragazza sembra odiarla a morte.

## Personaggi
Nota: Il primo nome è quello reale; il secondo nome è l'alias usato all'Istituto Femminile Liebe.
Hime Shiraki (白木 陽芽?, Shiraki Hime) / Hime Shirasagi (白鷺 陽芽?, Shirasagi Hime)
Doppiata da: Yui Ogura
Hime sogna di sposare un uomo ricco e di vivere una vita agiata. Per realizzare il suo sogno, si presenta sempre con un personaggio affascinante per farsi apprezzare dagli altri, lasciando che pochi conoscano il suo vero carattere.
Mitsuki Yano (矢野 美月?, Yano Mitsuki) / Mitsuki Ayanokouji (綾小路 美月?, Ayanokōji Mitsuki)
Doppiata da: Sumire Uesaka
Una ragazza bella e aggraziata che svolge il ruolo di gentile senpai al salone. Ben presto si rende antipatica a Hime, poiché, all'insaputa di quest'ultima, le due erano vecchie amiche che si erano lasciate in cattivi rapporti.
Kanoko Mamiya (間宮 果乃子?, Mamiya Kanoko) / Kanoko Amamiya (雨宮 果乃子?, Amamiya Kanoko)
Doppiata da: Minami Tanaka
Una timida amica di Hime fin dalle scuole medie, che conosce la sua vera personalità. Kanoko viene a lavorare al caffè dopo aver seguito Hime. Kanoko è segretamente innamorata di Hime al punto da esserne ossessionata.
Sumika Chibana (知花 純加?, Chibana Sumika) / Sumika Tachibana (橘 純加?, Tachibana Sumika)
Doppiata da: Makoto Koichi
Sumika interpreta una senpai fredda e raccolta nel caffè. Tuttavia, al di fuori del lavoro, è considerata una gyaru. Diventa più coinvolta con Kanoko quando inizia a credere che quest'ultima possa nutrire sentimenti non corrisposti per Hime.
Mai Koshiba (小柴 舞?, Koshiba Mai) / Mai Mikoshiba (御子柴 舞?, Mikoshiba Mai)
Doppiata da: Yukari Tamura
La direttrice del caffè, che costringe Hime a lavorare al bar dopo che Hime l'ha accidentalmente ferita al braccio.
Nene Nishidera (西寺 寧々?, Nishidera Nene) / Nene Saionji (西園寺 寧々?, Saionji Nene)
Doppiata da: Asami Setō
Una delle prime cameriere assunte al caffè insieme a Sumika. Attualmente però è passata a far parte del personale della cucina.
Youko Gotou (後藤 葉子?, Gotō Yōko) / Youko Goeidou (五影堂 葉子?, Goeidō Yōko)
Doppiata da: Shizuka Itō
Ex membro del caffè. Quando lavorava lì, interpretava un personaggio di seduttrice che si intrometteva nella vita personale e professionale di Nene e Sumika.
Haruko Shinooka (篠岡 春子?, Shinooka Haruko)

Nuovo membro dello staff di cucina, lavora al fianco di Nene e, pur non comprendendo appieno il concetto di caffetteria, lo trova comunque affascinante.

## Media

### Manga
Il manga è scritto e disegnato da Miman. La serializzazione in Giappone è iniziata il 18 novembre 2016 sulla rivista Comic Yuri Hime della casa editrice Ichijinsha e successivamente raccolto in volumi tankōbon. I capitoli vengono denominati Shift.
L'edizione italiana è a cura di Star Comics, che ha iniziato a pubblicare l'opera dal 26 aprile 2023 nella collana Queer. La traduzione dei testi è curata da Marta Fanasca, mentre il lettering è realizzato da Alessandra Fregosi.

#### Volumi
| 1  | 16 giugno 2017 | ISBN 978-4-7580-7693-7                                                     | 26 aprile 2023   | ISBN 978-88-226-4121-2 |
| 1  | Capitoli - 1. Benvenuti all'Istituto Femminile Liebe (ようこそリーベ女学園へ！?, Yōkoso Rībe-jo gakuen e!) - 2. Buongiorno, Oneesama (ごきげんよう、お姉さま?, Gokigen'yō, onē-sama) - 3. Questa ragazza è una tua amica? (お連れの方はご友人ですの？?, Otsure no kata wa goyūjin desu no?) - 4. Allora, ragazze, vogliamo iniziare? (みなさんでお給仕を始めましょう？?, Minasan de okyūji o hajimemashō?) - 5. Ti dico che non è una bugia! (嘘なんてありませんわ?, Uso nante arimasen wa) - 6. A cosa dovrei credere? (何を信じたらいいんですの？?, Nani o shinjitara iin desu no?) - 6.5. Club activities are Kanoko's job! (果乃子の部活はお仕事です!?, Kanoko no bukatsu wa oshigoto desu!) |                                                                            |                  |                        |
| 2  | 18 ottobre 2017 | ISBN 978-4-7580-7739-2                                                     | 26 aprile 2023   | ISBN 978-88-226-4124-3 |
| 2  | Capitoli - 7. Mitsuki Yano (矢野美月?, Yano Mitsuki) - 8. Problemi in arrivo (波乱もございますわ?, Haran mogozaimasu wa) - 9. Se solo potessi rifare tutto da capo (もしやり直せるのでしたら?, Moshi yarinaoseru no deshitara) - 10. Armonia tra schwestern (円満なシュヴェスター?, Enman'na shuvuesutā) - 11. Chi sarà il fiore dell'Istituto Liebe? (リーベの花はどなた？?, Rībe no hana wa donata?) - 11.5. Tea-time is Mitsuki's job! (美月のティータイムはお仕事です!?, Mitsuki no tītaimu wa oshigoto desu!) |                                                                            |                  |                        |
| 3  | 18 aprile 2018 | ISBN 978-4-7580-7804-7                                                     | 28 giugno 2023   | ISBN 978-88-226-4126-7 |
| 3  | Capitoli - 12. Inizia l'elezione della Blume! (ブルーメ選挙始まりますわ?, Burūme senkyo hajimarimasu wa) - 13. Quindi sei una Gyaru, giusto? (ギャル、といいますのね？?, Gyaru, to īmasu no ne?) - 14. A chi dovrebbe andare il mio voto? (どなたに投票いたしましょう？?, Donata ni tōhyō itashimashō?) - 15. Risultati parziali (中間発表ですわ?, Chūkan happyō desu wa) - 16. Kanoko Mamiya (間宮果乃子?, Mamiya Kanoko) - 16.5. Break time is Kanoko's job (果乃子の休み時間はお仕事です!?, Kanoko no yasumi jikan wa oshigoto desu!) |                                                                            |                  |                        |
| 4  | 15 novembre 2018 | ISBN 978-4-7580-7868-9                                                     | 6 settembre 2023 | ISBN 978-88-226-4235-6 |
| 4  | Capitoli - 17. Cosa deciderà Miss Blume (ブルーメさまのきまり?, Burūme-sama no kimari) - 18. Ritornerai? (お戻りになれますか？?, Omodori ni naremasu ka?) - 19. Quella che dovrebbe essere fermata (止めるべきものは?, Tomerubeki mono wa) - 20. Blume der Liebe (ブルーメ・デア・リーベ?, Burūme dea rībe) - 21. Attenzione alla divisa estiva! (夏服にご用心!??, Natsufuku ni goyōshin!?) - Extra. Collaboration with yuri fair is my job! (百合展のコラボはお仕事です!?, Yuri-ten no korabo wa oshigoto desu!) - 21.5. Tea breaks are Nene's job! (寧々の紅茶休憩はお仕事です!?, Nene no kōcha kyūkei wa oshigoto desu!)                                                                      |                                                                            |                  |                        |
| 5  | 18 giugno 2019 | ISBN 978-4-7580-7948-8                                                     | 15 novembre 2023 | ISBN 978-88-226-4344-5 |
| 5  | Capitoli - 22. Questo è il nostro tè (私たちの紅茶ですわ?, Watashitachi no kōcha desu wa) - 23. Che cosa stai cercando? (何をお求めでございますか？?, Nani wo omotome de gozai masu ka?) - 24. Questo è per te, oneesama! (お姉さまに差し上げます！?, Onē-sama ni sashiagemasu!) - 25. Non ne ho bisogno (いりませんわ?, Irimasen wa) - 26. "Mitsuki Ayanokoji" (綾小路美月?, Ayanokōji Mitsuki) - 26.5. Invitations are Mai's job! (舞さんの勧誘はお仕事です!?, Mai-san no kan'yū wa oshigoto desu!) |                                                                            |                  |                        |
| 6  | 17 gennaio 2020 | ISBN 978-4-7580-2075-6                                                     | 13 dicembre 2023 | ISBN 978-88-226-4430-5 |
| 6  | Capitoli - 27. L'assenza della oneesama (お姉さまのご欠席?, Onē-sama no go kesseki) - 28. I veri sentimenti della oneesama (お姉さまの本心?, Onē-sama no honshin) - 29. La oneesama gentile (優しいお姉さま?, Yasashī onē-sama) - 30. L'amore va avanti (恋の続き?, Koi no tsudzuki) - 31. Tutto come prima (元どおりですわ?, Moto dōri desu wa) - 31.5. Backing up is Mai's job! (舞さんのフォローはお仕事です!?, Mai-san no forō wa oshigoto desu!) |                                                                            |                  |                        |
| 7  | 18 settembre 2020 | ISBN 978-4-7580-2161-6                                                     | 16 gennaio 2024  | ISBN 978-88-226-4455-8 |
| 7  | Capitoli - 32. Grazie per il tuo tempo (お暇いただきます?, Ohima itadakimasu) - 33. Non tralasciare nessun dettaglio, per favore (つまびらかにお聞かせください?, Tsumabiraka ni okikase kudasai) - 34. La prossima volta sbaglia meno (次は上手に失敗を?, Tsugi wa jōzu ni shippai o) - 35. Voglio che tu dica che ti piaccio (好きと言ってほしくて?, Suki to itte hoshikute) - 36. È da un po' che non ci vediamo (ご無沙汰しております?, Gobusatashiteorimasu) - 36.1. Encouraging is Sumika's job! (純加の応援はお仕事です！?, Sumika no ōen wa oshigoto desu!) - 36.2. Working is Mai's job! (舞さんのお仕事はお仕事です！?, Mai-san no oshigoto wa oshigoto desu!)                          |                                                                            |                  |                        |
| 8  | 16 aprile 2021 | ISBN 978-4-7580-2242-2                                                     | 20 febbraio 2024 | ISBN 978-88-226-4595-1 |
| 8  | Capitoli - 37. La doppia festa di compleanno (ふたりの誕生日会?, Futari no tanjōbikai) - 38. La fine della festa (終わる誕生日会?, Owaru tanjōbikai) - 39. Il nostro legame (私たちの関係?, Watashitachi no kankei) - 40. In viaggio con la scuola! (学び舎でお泊り！?, Manabiya de otomari!) - 41. Andiamo a fare il bagno? (お風呂いただきますわね?, Opuro itadakimasu wa ne) - 41.5. Checking others' fashion style is Hime's job! (陽芽の私服チェックはお仕事です!?, Hime no shifuku chekku wa oshigoto desu!) |                                                                            |                  |                        |
| 9  | 18 novembre 2021 | ISBN 978-4-7580-2325-2                                                     | 2 luglio 2024    | ISBN 978-88-226-5003-0 |
| 9  | Capitoli - 42. Venite a dare un'occhiata? (ご覧くださいませ?, Goran kudasaimase) - 43. Una oneesama su cui contare (頼もしいお姉さま?, Tanomoshī onē-sama) - 44. Il sorriso di una sorella minore (妹の笑顔?, Imōto no egao) - 45. Sentimenti che sbocciano (芽生えていたから?, Mebaete itakara) - 46. La visita dell'ex studentessa (卒業生のご来校?, Sotsugyōsei no go raikō) - 46.5. Asking questions is Shinooka's job! (藤岡さんの質問はお仕事です!?, Shinooka-san no shitsumon wa oshigoto desu!) - Extra. One shot "La me del destino" (読み切り 「運命の私」?, Yomikiri 'unmei no watashi')                                                                                              |                                                                            |                  |                        |
| 10 | 18 maggio 2022 | ISBN 978-4-7580-2413-6 (ed. normale) ISBN 978-4-7580-2414-3 (ed. speciale) | 12 novembre 2024 | ISBN 978-88-226-5356-7 |
| 10 | Capitoli - 47. Nene Saionji (西園寺寧々?, Saionji Nene) - 48. Sempre l'amore (恋はいつも?, Koi wa itsumo) - 49. Ma io facevo sul serio (本気でしたのに?, Honkideshitanoni) - 50. Una oneesama inaffidabile (頼れないお姉さま?, Tayorenai onē-sama) - 51. Come ha detto la senpai (先輩のおっしゃる通り?, Senpai no ossharu tōri) - 51.5. Trying on uniforms is our job! (制服の試着はお仕事です!?, Seifuku no shichaku wa oshigoto desu!) |                                                                            |                  |                        |
| 11 | 17 novembre 2022 | ISBN 978-4-7580-2472-3                                                     | 8 luglio 2025    | ISBN 978-88-226-5841-8 |
| 11 | Capitoli - 52. Ora che stiamo insieme (お付き合いしております?, Otsukiai shite orimasu) - 53. I miei errori (私のあやまち?, Watashi no ayamachi) - 54. Le due sorelle (二人の妹?, Futari no imōto) - 55. Andare avanti senza guardarsi indietro (進むなら前に?, Susumunara mae ni) - 56. Per la mia Oneesama (お姉様のために?, Onē-sama no tame ni) - 56.5. Taking care of this place together is our job! (二人のお留守番はお仕事です!?, Futari no orushuban wa oshigoto desu!) |                                                                            |                  |                        |
| 12 | 17 maggio 2023 | ISBN 978-4-7580-2537-9                                                     | —                | —                      |
| 12 | Capitoli - 57. (恋に素直に?, Koi ni sunao ni) - 58. (守りたいもの?, Mamoritai mono) - 59. (それぞれの傷心?, Sorezore no shōshin) - 60. (恋人たちの夜?, Koibito-tachi no yoru) - 61. (あたしたちの夜?, Atashi-tachi no yoru) - 61.5. (陽芽の憂いはお仕事です!?, Hime no urei wa oshigoto desu!) |                                                                            |                  |                        |
| 13 | 17 gennaio 2024 | ISBN 978-4-7580-2646-8                                                     | —                | —                      |
| 13 | Capitoli - 62. (まぶしさの中へ?, Mabushisa no naka e) - 63. (お外ご一緒いたしましょう？?, O soto go issho itashimashō?) - 64. (前へ前へともがく?, Mae e mae e to mogaku) - 65. (友だちですから?, Tomodachi desu kara) - 66. (踏みなれた階段?, Fumi nareta kaidan) |                                                                            |                  |                        |

### Anime
L'adattamento anime dell'opera è stato annunciato il 14 maggio 2022. È prodotto da Passione e in collaborazione con Studio Lings e diretto da Hijiri Sanpei, con sceneggiature scritte da Naoki Hayashi, character design curato da Taisuke Iwasaki e musica composta da Megumi Ōhashi. La serie è andata in onda dal 6 aprile al 22 giugno 2023 su Tokyo MX, NTV, BS Fuji e AT-X.
I diritti internazionali al di fuori dell'Asia sono stati acquistati da Crunchyroll che ha pubblicato la serie in versione simulcast sottotitolata in vari Paesi del mondo, tra cui l'Italia.
La sigla di apertura è Himitsu♡Melody (秘密♡Melody?) di Yui Ogura, mentre la sigla di chiusura è Yume ga Sametemo (夢が覚めても?) di Ogura eSumire Uesaka.

#### Episodi
| Nº | Titolo italiano Giapponese 「Kanji」 - Rōmaji                                                                              | In onda        | In onda |
| Nº | Titolo italiano Giapponese 「Kanji」 - Rōmaji                                                                              | Giapponese     |         |
| 1  | Benvenuti all'accademia femminile Liebe! 「ようこそリーベ女学園へ！」 - Yōkoso Rībe-jo gakuen e!                           | 6 aprile 2023  |         |
| 2  | Vogliamo iniziare a occuparci degli ospiti? 「みなさんでお給仕を始めましょう？」 - Minasan de okyūji o hajimemashō?        | 13 aprile 2023 |         |
| 3  | A cosa dovrei credere? 「何を信じたらいいんですの？」 - Nani o shinjitara iin desu no?"                                    | 20 aprile 2023 |         |
| 4  | Ti detesto 「大きらいですわ」 - Daikirai desu wa                                                                           | 27 aprile 2023 |         |
| 5  | Se potessimo ricominciare da capo 「もしやり直せるのでしたら」 - Moshi yarinaoseru no deshitara                            | 4 maggio 2023  |         |
| 6  | Quindi non c'è più bisogno di mentire? 「嘘は必要ないのですか？」 - Uso wa hitsuyō nai no desu ka?                         | 11 maggio 2023 |         |
| 7  | Si chiamano "gyaru", giusto? 「ギャルといいますのね？」 - Gyaru to īmasu no ne?                                            | 18 maggio 2023 |         |
| 8  | A chi dovrei dare il mio voto? 「どなたに投票いたしましょう？」 - Donata ni tōhyō ītashimashō?                             | 25 maggio 2023 |         |
| 9  | La sola e unica 「ひとりだけの」 - Hitori dake no                                                                          | 1º giugno 2023 |         |
| 10 | Distruggerai tutto? 「こわしてしまうのですか？」 - Kowashite shimau no desu ka?                                            | 8 giugno 2023  |         |
| 11 | Il blume der liebe 「ブルーメ・デア・リーベ」 - Burūme dea rībe                                                            | 15 giugno 2023 |         |
| 12 | Benvenuti nell'estate dell'accademia femminile Liebe! 「ようこそ夏のリーベ女学園へ！」 - Yōkoso natsu no Rībe-jo gakuen e! | 22 giugno 2023 |         |

## Accoglienza

### Manga
Rebecca Silverman di Anime News Network ha assegnato al primo volume come voto complessivo una B+. Silverman ha affermato che il primo volume era "molto più interessato agli aspetti parodici della storia, quindi i lettori dovrebbero essere preparati a più umorismo che a veri e propri sguardi struggenti, e un certo grado di familiarità con lo yuri di classe S probabilmente renderà il volume più piacevole". Anime UK News ha dato al primo volume 8/10, elogiandone la solida struttura e le note aggiuntive di traduzione in tedesco.
Nel 2018, Yuri is My Job! ha fatto parte dei primi 20 finalisti presente ai Niconico e ai Next Manga Award. La serie è stata inclusa anche tra i manga più venduti di BookWalker nel 2019 e nel 2020.
A partire da maggio 2023, Yuri is My Job! ha 1 milione di copie in circolazione.

### Anime
L'anime è stato accolto positivamente da parte della critica specializzata. Alex Henderson di Anime Feminist ha recensito il primo episodio affermando che c'è "divertimento" con la premessa della serie, con un potenziale di satira e meta commento nel Café-Istituto, sostenendo che coloro che lavorano lì stanno "letteralmente esibendosi in una fanciullezza idealizzata", inoltre il primo episodio aveva del "potenziale" e che era entusiasta per il proseguimento della storia.